# Schnaggenberg
Schnaggenberg ist ein Ortsteil der Gemeinde Aitrach im Landkreis Ravensburg in Baden-Württemberg.

## Beschreibung
Schnaggenberg befindet sich im Südwesten des Gemeindegebietes von Aitrach und grenzt an Langensteig und Nestbaum, welche schon zur Gemeinde Aichstetten gehören. Der Ort liegt auf einem Höhenrücken, welcher in die Holzstöcke übergeht. In der Beschreibung des Oberamtes Leutkirch Abschnitt Mooshausen, aus dem Jahre 1843 wird Schnaggenberg mit den Worten „Hof mit 11 Einw., war in alten Zeiten Petershausisch“ beschrieben. Was so viel heißen soll, dass es sich bei der Siedlung um ein Stück Land mit landwirtschaftlichen Gebäuden handelt, auf dem zum damaligen Zeitpunkt insgesamt elf Einwohner wohnten,  welches zum Lehen des Klosters Petershausen gehörte.
Der Ort ist über die Kreisstraße 7920 oder 7924 erreichbar. Der Haushaltsplan der Gemeinde Aitrach vermerkt einen Eintrag in Höhe von 70.000,- Euro für die Straßensanierung der Straße, ab Abzweig Nestbaum nach Schnaggenberg.